# Captura de Argel (1516)

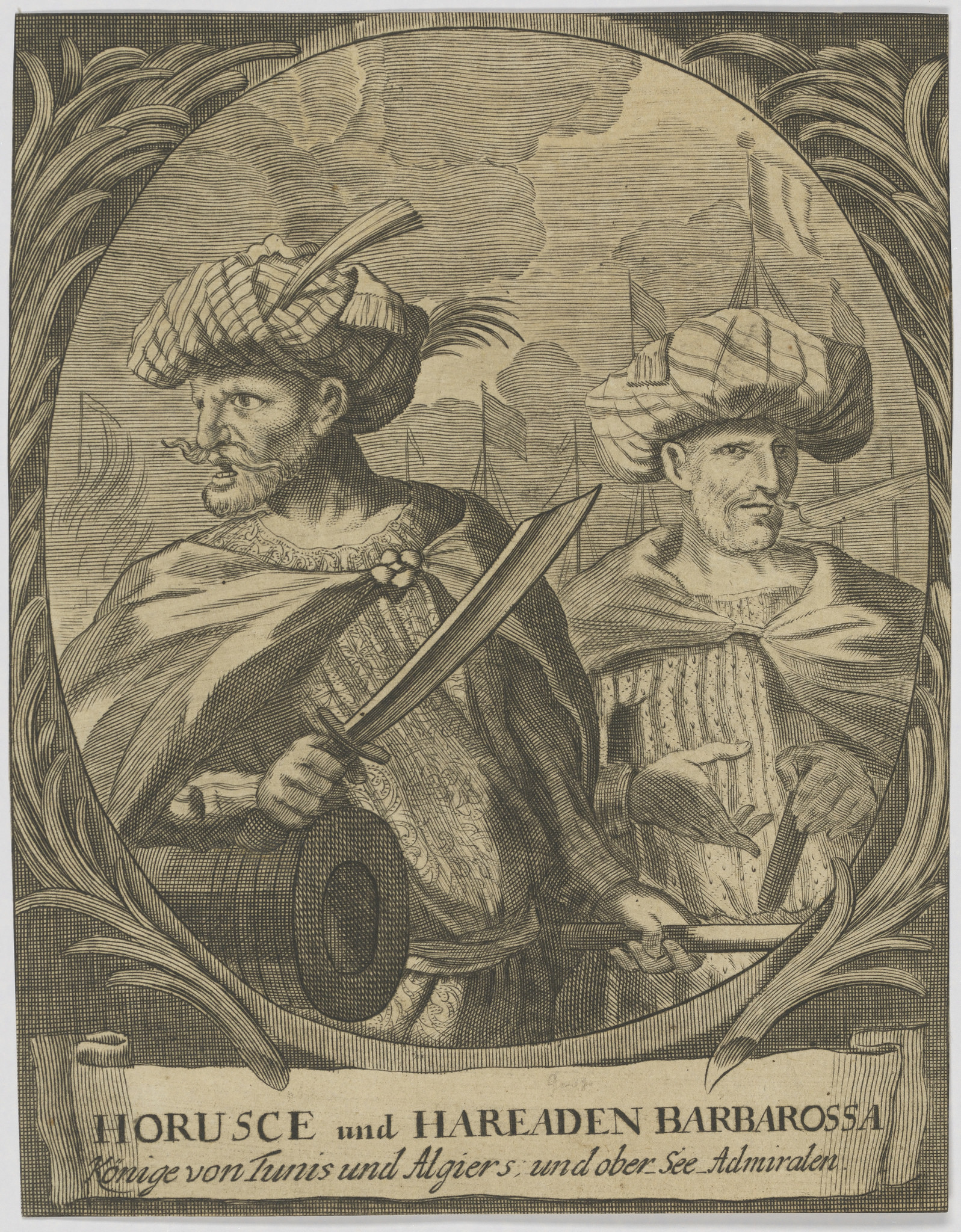
Retratos de Horusce y Hareaden Barbarossa, piratas berberiscos.

La captura de Argel en 1516 fue llevada a cabo por los hermanos otomanos Aruj y Jeireddín Barbarroja contra Salim al-Tumi, el gobernante de la ciudad.

## Antecedentes
En 1510 los españoles se habían establecido en una pequeña isla frente a Argel, y obligaron al gobernante local Salim al-Tumi (Selim-bin-Teumi) a aceptar su presencia a través de un tratado y rendir homenaje. Varias fortificaciones fueron construidas en el islote, y se estableció una guarnición de 200 hombres. Salim al-Tumi tuvo que ir a España a dar un juramento de obediencia a Fernando de Aragón.

## Captura
En 1516, el emir de Argel Salim al-Tumi invitó a los hermanos corsarios Aruj y Jeireddín Barbarroja para expulsar a los españoles. Aruj, con la ayuda de tropas otomanas, llegó a Argel, ordenó el asesinato de Salim, y se apoderó de la ciudad. Expediciones españolas fueron enviadas a apoderarse de la ciudad, por primera vez en 1516 al mando de Don Diego de Vera, y luego en 1519 al mando de Don Hugo de Moncada, pero ambas expediciones fracasaron.
- Datos: Q4188858